# Gregor Peter Schmitz

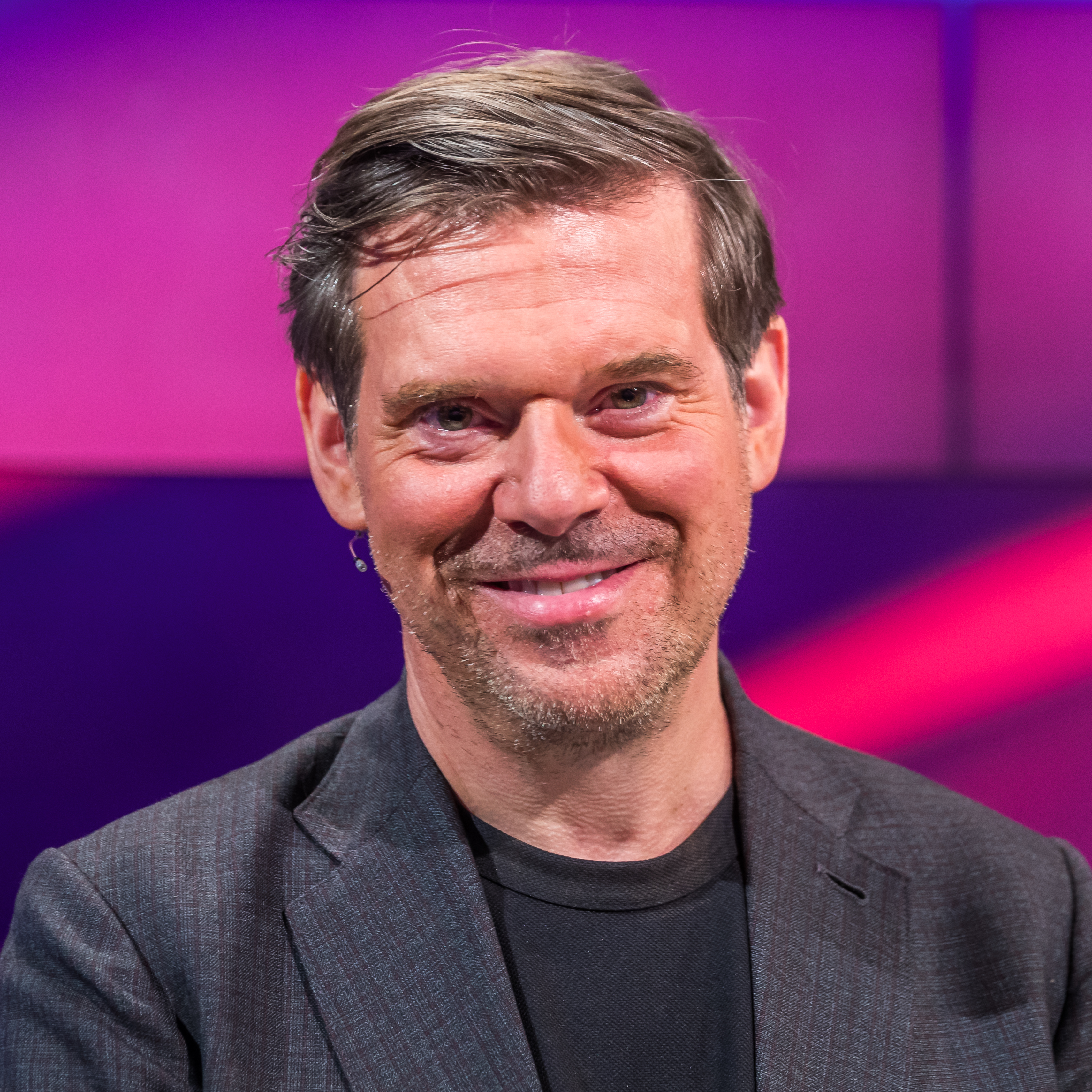
Gregor Peter Schmitz (2024)

Gregor Peter Schmitz (* 1975) ist ein deutscher Journalist, Jurist und Buchautor. Seit Mai 2022 ist er Vorsitzender der Chefredaktion des Stern.

## Werdegang

### Studium
Schmitz studierte Jura und Politikwissenschaft in München, Paris, Cambridge sowie an der Harvard University, wo er als Stipendiat der Studienstiftung des Deutschen Volkes den MPA-Abschluss an der Kennedy School of Government erwarb. Seine Promotion erfolgte 2007 an der Universität Erfurt mit einer von Dietmar Herz betreuten Arbeit zur Gesetzgebung gegen Holocaustleugnung. Während des Studiums arbeitete er regelmäßig journalistisch für die Süddeutsche Zeitung und den Spiegel.

### Erste Stationen
Nach dem Studienabschluss in Harvard leitete er von 2005 bis 2007 das Brüsseler Büro der Bertelsmann Stiftung, wo er auch alle Transatlantik-Projekte der Stiftung koordinierte. Von 2007 bis 2013 arbeitete er als Korrespondent von Spiegel und Spiegel Online in Washington, wo er zum Wikileaks- und NSA-Team des Magazins gehörte und für einen Text über die amerikanische Bürgerrechtsbewegung mit dem Arthur F. Burns-Preis sowie für die Enthüllungen um das Abhören des Handys von Kanzlerin Angela Merkel durch den US-Geheimdienst mit dem Henri-Nannen-Preis ausgezeichnet wurde.
Zwischen 2013 und 2015 berichtete Schmitz als Europakorrespondent des Spiegel aus Brüssel, ehe er die Leitung des Hauptstadtbüros und Politikressorts der WirtschaftsWoche übernahm. 2014 schrieb er mit dem Spekulanten und Mäzen George Soros ein Buch über Europa, das ein Spiegel-Bestseller und in zahlreiche Sprachen übersetzt wurde. Die Zeit nannte das Buch ein „leidenschaftliches Plädoyer für ein vereintes Europa“ und Foreign Affairs bezeichnete es als das „ehrlichste und vernünftigste Buch über die Eurokrise“.
Schmitz war regelmäßiger Kommentator im Deutschlandfunk, internationalen Medien und im deutschen Fernsehen im Presseclub (WDR), Anne Will oder dem ZDF-Morgenmagazin.

### Augsburger Allgemeine
Anfang 2018 wurde er als Nachfolger von Walter Roller Chefredakteur der Augsburger Allgemeinen.
Ende 2018 wählte ihn eine 100-köpfige Jury der Fachzeitschrift Medium Magazin zu den „Journalisten des Jahres“ (3. Platz in der Kategorie Chefredakteur reg.). Die Jury lobte, Schmitz habe die Marke Augsburger Allgemeine „bemerkenswert schnell“ weiterentwickelt und sorge regelmäßig für Schlagzeilen über Bayern hinaus, wie bei seinem Talk-Abend mit Kanzlerin Angela Merkel.
Schmitz wurde 2018 auch als „Blattmacher des Jahres“ bei den Lead Awards nominiert, einem der renommiertesten deutschen Medienpreise. Dort hieß es in der Jury-Begründung, von den regionalen Zeitungen, bei denen nicht zuletzt wegen der Spaltungstendenzen bis in die kleinsten, lokalen Bereiche unserer Gesellschaft die größten journalistischen Herausforderungen bestünden, würden derzeit „die bemerkenswertesten publizistischen und blattmacherischen Leistungen vollbracht“.
Die Augsburger Allgemeine gewann zudem in diesem Jahr acht Preise bei den European Newspaper Awards.
Im Juni 2019 wurde Schmitz mit dem Theodor-Wolff-Preis ausgezeichnet, dem renommiertesten Preis der deutschen Zeitungsbranche. Später im Jahr erhielt er zudem einen Lead Award in Silber als „Blattmacher des Jahres“. Die Jury lobte bei der Preisverleihung vor allem den „Dienst an der Demokratie“ der Nominierten, die den „Anspruch nach einer toleranten und aufgeklärten Gesellschaft“ verfolgten– und sagte, Schmitz zeige bei der Recherche und beim Titeln, „wie man heute Zeitung macht“.
Ende 2019 belegte Schmitz auch bei der Wahl der „Journalisten des Jahres“ den 2. Platz in einer der Chefredakteurs-Kategorien. Die 100-köpfige Jury des „Medium Magazin“ lobte, er habe die Augsburger Allgemeine zu einer bundesweit beachteten Regionalzeitung gemacht, bei der zudem die Digital-Abos stetig stiegen.
Hervorgehoben wurde auch die neue Gesprächsreihe „Augsburger Allgemeine Live“ – zu der hochkarätige Gäste wie Bundeskanzlerin Angela Merkel, Grünen-Vorsitzender Robert Habeck, Siemens-Chef Joe Kaeser, Schriftsteller Ferdinand von Schirach, TV-Moderatoren Anne Will und Markus Lanz oder Entertainer Harald Schmidt kommen sowie Schmitzs Morning-Newsletter „Sechsum6“. Die „Augsburger Allgemeine“ gehörte 2018, 2019 und auch 2020 zu den meistzitierten Zeitungen des Landes.
Im Februar 2022 verließ Schmitz die Augsburger Allgemeine und wechselte zum 1. April 2022 zu RTL.

### Chefredakteur des Stern
Im Mai 2022 gab RTL bekannt, dass Schmitz Vorsitzender der Chefredaktion des Stern wird. Im Frühjahr 2023 wurde bekannt, dass Schmitz neben dem Stern auch die Verantwortung für GEO und Capital übernehmen und in dieser Funktion die Gesamtverantwortung für diese Marken tragen wird. Zu seiner Strategie beim stern verkündeten Schmitz und Thomas Rabe, die Anzahl der Digital-Abos beim stern bis 2025 auf 100.000 steigern zu wollen. Von diesem Plan rückte er im Juni 2023 in einem Interview mit der „Süddeutschen Zeitung“ allerdings ab und nannte nun als neues Datum das Jahr 2026. Einen Grund für das verschobene Datum nannte er nicht.
In seinem ersten Jahr beim stern sanken sowohl der Verkauf als auch die Anzahl der Abonnenten um rund sechs Prozent. Der Brutto-Umsatz durch Werbeseiten im stern fiel insbesondere in den wirtschaftlich wichtigen Monaten November und Dezember um circa 17 bzw. 30 Prozent gegenüber dem Vorjahr. Beim Bruttowerbeumsatz fiel der stern dadurch im Gesamtjahr 2022 erstmals seit Jahrzehnten hinter Spiegel, Zeit und Bild am Sonntag zurück. Zuvor hatte der stern mehrere Jahrzehnte in Folge ohne Unterbrechung das Ranking angeführt. Im Laufe des Jahres 2023 beschleunigte sich der Negativ-Trend bei den Abonnenten weiter. So hatte der Stern Anfang des Jahres noch 144.948 Abonnenten an die IVW gemeldet, Mitte August waren es nur noch 131.523 Abonnenten – ein Rückgang von mehr als 9,2 Prozent. Der Stern entwickelte sich damit deutlich schlechter als andere deutsche Medien: Als größter Mitbewerber verlor der Spiegel im gleichen Zeitraum nur 217 Abonnenten, der Focus konnte bei den Abonnentenzahlen sogar Gewinne vermelden.
Den Rückgang im Printgeschäft unter Schmitz konnte auch das Digitalgeschäft mit stern.de nicht auffangen, das im gleichen Zeitraum von rund 70 Millionen Visits im Mai 2022 auf 55 Millionen Visits im Mai 2023 fiel. Im August 2023 erreichte stern.de rund 43 Millionen Visits, laut IVW der schlechteste Wert seit April 2017. Im September 2023 fiel dieser Wert erneut auf nur noch 41,3 Millionen Visits. Das Branchenportal Meedia nannte den Stil von Schmitz beim Stern eine „deutlich konservativere Linie […], die sich auf traditionelle Blattmacher-Tugenden besinnt – bislang aber mit eher bescheidenem Erfolg“.
Im August 2023 erregte ein Interview mit dem Autor Ferdinand von Schirach zu dessen Buch Regen Aufmerksamkeit. Das Interview war von Schmitz im Editorial als „das intensivste Gespräch“ von Schirachs mit den beiden Interviewern, Schmitz selbst und Hannes Roß, angekündigt worden. Auf dem Cover wurde das Stück mit der Unterzeile „Deutschlands erfolgreichster Autor so privat wie nie“ präsentiert. Wie das Branchenportal Übermedien zeigte, waren umfangreiche Teile des Interviews allerdings nahezu wortgleich schon ein Jahr zuvor in einem Interview Schirachs mit dem Süddeutsche Zeitung Magazin gefallen. Neben Schirach bedienten sich auch Hannes Roß und Gregor Peter Schmitz mehrfach an Aussagen aus dem Interview im Süddeutsche Zeitung Magazin, ohne ihre Quelle dafür zu nennen. Die optische Gestaltung der Titelseiten war nahezu identisch und besteht hauptsächlich aus einem Schwarz-weiß-Portrait von Schirachs und einem farblich abgesetzten Zitat zu seiner Depression. Von Schirach posiert auf den Fotos mit Zigarette in der Hand in Hemd und Anzug. Beide Fotos stammen von der gleichen Fotografin, Julia Sellmann.
Im stern erschien Ende 2023 ein Interview mit Ruth Maria Kubitschek unter dem Titel: „Könnten Sie schreiben, dass dies mein letztes Interview war? Ich glaube, nun ist alles gesagt.“ Nach Recherchen des Branchenportals Medieninsider stellte sich heraus, dass an dem Interview Yvonne von Stempel beteiligt war, die frühere PR-Managerin von Kubitschek. Von Stempel stand in der Online-Fassung des Interviews in der Autorenzeile, ihre Beziehung zu Kubitschek wurde im Artikel allerdings nicht transparent erläutert. Gegenüber Medieninsider beschrieb der stern die Nennung von Stempels als „Geste der Dankbarkeit“ und sah die journalistische Unabhängigkeit „in keiner Weise“ beeinträchtigt.
Vorwürfe der Medienkonzentration
Seit dem Antritt von Schmitz bei Gruner + Jahr und der von ihm forcierten Anbindung an RTL gab es zudem Kritik zur zugenommenen Medienkonzentration beim stern. In einem Interview mit der „Süddeutschen Zeitung“ sagte Schmitz daraufhin: „Mir hat noch nie jemand gesagt: Mach im Stern mal was zu RTL.“ und „Ich hätte es nicht für möglich gehalten, dass Leute uns vorhalten, wir machen einfach Cross-Promotion für RTL.“ Medieninsider berichtete wenig später über die zugenommene Medienkonzentration bei RTL. So habe der Stern zum Start des Musikangebots bei RTL+ „eine ausführliche Meldung inklusive der Preisstaffelungen“ veröffentlicht. Außerdem „folgte eine News zur App-Erweiterung durch Podcasts“. Unter der Marke „Stern-Charts“ habe es zudem monatlich ein Podcast-Ranking im Print-Stern gegeben, das „im Auftrag von RTL+ Musik“ erstellt worden sei und in dem oft RTL-Formate vertreten waren. Nach Recherchen von Medieninsider erschien zudem ein Artikel über „Spenden und außergewöhnliche Aktionen“ der UFA im Ahrtal auf stern.de, den eine Pressesprecherin der UFA ohne Kennzeichnung geschrieben hatte. Die UFA gehört wie der stern zu Bertelsmann. Für Beachtung gesorgt hatte auch ein Interview mit RTL-Juror Dieter Bohlen, bei dem Bohlen auch auf dem Cover zu sehen war.

## Mitgliedschaften und Funktionen
Ehrenamtlich engagiert sich Schmitz unter anderem als Mitglied des Kuratoriums der „Internationalen Journalisten-Programme“ (IJP) und als Vorsitzender des Ehemaligen-Vereins der McCloy-Stipendiaten an der Harvard University.

## Publikationen
- Geschichte per Gesetz? Die Debatten zum Umgang mit dem Phänomen der Holocaustleugnung in Deutschland, Großbritannien und den Vereinigten Staaten von Amerika. (Erfurt, Univ., Diss., 2007).
- mit George Soros: Wetten auf Europa. Warum Deutschland den Euro retten muss, um sich selbst zu retten. Deutsche Verlags-Anstalt (DVA), München 2013, ISBN 978-3-421-04632-1

Im Gespräch mit Gregor Peter Schmitz stellt Soros sein Verständnis der Verantwortung eines Investors dar und erläutert Chancen und Risiken für die Europäische Union im fünften Jahr ihrer Krise und im Jahr der Europawahl. Rudolf Hickel (Süddeutsche Zeitung) hebt lobend das Urteil Soros’ hervor, Merkel habe aus den Gründungsfehlern der EU zu wenig gelernt. Hickel bejaht die Konsequenz aus der Eurokrise, die Risiken auf alle Schultern zu verlegen, damit nicht einzelne Staaten die ganze Last tragen. Deutschland solle dabei in wohlverstandenem Eigeninteresse „als großzügiger Hegemon“ agieren und vermeiden, dass es wie eine Kolonialmacht gehasst werde. Hickel stellt dar, dass Soros’ überraschende Verteidigung Europas auch seiner Anlagestrategie entspreche. Soros begründe sein Eintreten für Europa aber auch mit seiner Biografie.

## Auszeichnungen
- Henri-Nannen-Preis[37]
- Arthur-F.-Burns-Preis[38]
- Young Leader[39] der American Council on Germany
- Mitglied der Denkfabrik Atlantic Council[40]
- McCloy-Stipendiat der Studienstiftung des Deutschen Volkes
- Theodor-Wolff-Preis 2019 in der Kategorie Meinung lokal.
- 2018: 3. Platz Journalisten des Jahres[41]
- 2019: 2. Platz Journalisten des Jahres[42]
- 2020: 1. Platz Journalisten des Jahres[43]

Chefredakteur des Jahres
Ende 2020 kürte die Jury des „Medium Magazin“ Schmitz zum „Chefredakteur des Jahres“ – mit der Begründung, er habe sich in der Corona-Krise als kluger Chef mit Empathie bewährt, der zudem als Essayist und Interviewer die „Augsburger Allgemeine“ auch national immer wieder in die Schlagzeilen bringe. Gelobt wurde auch seine personelle Neuaufstellung mit Vize Andrea Kümpfbeck und Vize Yannick Dillinger, der in Rekordzeit eine Qualitätsoffensive im Digitalen gezündet habe.
Ende 2022 wurde Schmitz vom „Medium Magazin“ ebenso wie vom „Kress Report“ als „Chefredakteur des Jahres“ ausgezeichnet. In seiner Begründung schrieb das „Medium Magazin“: „Dank Schmitz ist das Heft wieder provokanter, relevanter und politischer. Zudem meisterte er auch als Führungskraft mehrere brisante Herausforderungen souverän: so die intern durchaus kritisierte Fusion mit RTL und die Debatte um den Nannen-Preis.“ „Kress Pro“ schrieb, Schmitz habe den stern schon deutlich zum Besseren verändert und ihm wieder zu mehr Relevanz verholfen. Schmitz bringe die Marke zudem durch TV-Präsenz wieder ins Gespräch.